# 공작명왕

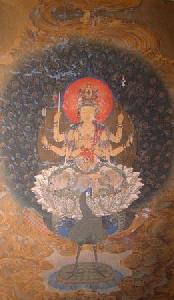

공작명왕(孔雀明王)은 불교의 보살로 밀교의 독특한 명왕 중 하나이다. 불모대공작명왕(佛母大孔雀明王), 공작왕모보살(孔雀王母菩薩) 등으로도 불리며 줄여서 공작왕(孔雀王)이라고도 하는데 중생의 이익을 대변하는 덕(德)을 표현한다. 원래는 인도의 여신인 마하마유리( महामायूरी, Mahāmāyūrī)로 《판차 락샤(비로자나불)》의 화신 중의 하나.

## 개요
독사를 잡아먹는 공작새를 신격화 한 것으로 명왕 중에서 유일하게 분노의 상을 가지고 있지 않다. 그 형상은 팔이 넷인 보살의 모습으로 연화(蓮花), 구연과(具緣果), 길상과(吉祥果), 공작우(孔雀羽)를 들고 금색의 공작을 타고 있다. 보살상에는 팔이 둘, 여섯, 여덟인 것도 있다.
전해오는 불교 전설에 의하면 어떤 비구가 산에서 뱀에게 발을 물려서 고통 받자 부처님이 《불모공작명왕대다라니(佛母孔雀明王大陀羅尼)》를 설법하였는데 그 주문을 듣자 뱀독은 물론 모든 병이 나았다고 한다. 또 이 주문은 모든 재앙을 물리치고 비를 불러 인간에게 이득을 준다고 한다.
위의 설법과 관련되어 공작명왕의 신력은 독을 날것으로 먹어 인간의 신체를 건강하게 만드는 공덕을 부르며 모든 마를 퇴치하고 비를 예지하는 능력이 있다고 여겨진다. 이 때문에 밀교에서는 대호마(大護摩) 때 제마(除魔)의 법력으로 쓰기 위해 진언하기도 하며 기우제의 술법으로 사용하기도 하였다.

## 법회
고려사절요에 의하면 "공작명왕도량(孔雀明王道場)"이라는 법회 의식이 있었다고 한다. 우리나라에서는 고려 때 성행했으며 외적의 침입, 천재지변이 있을 때 이 도량을 열었다고 한다.

## 같이 보기
- 중국의 불교
- 일본 신화의 신 목록